# Susana Somolinos
Susana Somolinos (22 de agosto de 1977) es una judoka española, comenzó su andadura deportiva a los 4 años de edad en el Gimnasio Somolinos en la localidad Madrileña de Alcobendas. Campeona de España Infantil en el año 1994, año 1995 destacó también como Campeona de España en la categoría Cadete y Júnior el mismo año a su corta edad. Los años posteriores fue Campeona de España Júnior, miembro del equipo nacional Júnior y Absoluto no teniendo rival en su categoría. En el año 1999 se proclamó Campeona de España Sénior/Absoluto teniendo solamente 19 años. Ese mismo año consiguió su primera medalla internacional en Bulgaría. 
Su carrera deportiva en el peso pesado sienta un precedente en el Judo Español. 
Forma parte del equipo nacional durante 20 años, miembro del Equipo Olímpico Español, Deportista de Elite publicado en el BOE.
En el año 2005 abandona los tatamis dejando una carrera deportiva intachable.

## Archivos
| Year | Tournament              | Place | Weight class         |
| ---- | ----------------------- | ----- | -------------------- |
| 1999 | Campeonato España       | 1th   | Heavyweight (+78 kg) |
| 2001 | European Team           | 2th   | European Team        |
| 2001 | Campeonato europeo      | 5th   | Heavyweight (+78 kg) |
| 2003 | Campeonato europeo      | 5th   | Heavyweight (+78 kg) |
| 2003 | Juegos del Mediterráneo | 3rd   | Heavyweight (+78 kg) |
| 2000 | Campeonato europeo      | 7th   | Open class           |
| 2001 | Campeonato Mundial      | 7th   | Heavyweight (+78 kg) |